# Club Polideportivo Granada 74
El Granada 74 es un equipo de fútbol de España de la ciudad de Granada. Fue fundado en 1974 y actualmente sólo tiene en competición a sus equipos de fútbol base.

## Historia
El CP Granada 74 se fundó en 1974 en el popular barrio de La Chana de Granada, pasando después a Almanjáyar. Históricamente ha sido el segundo equipo de la ciudad, a la sombra del Granada CF. Inició su trayectoria deportiva en la temporada 1974-75 y tras 20 años en las categorías regionales, debutó en Tercera División en la temporada 1994-95. Se mantuvo en dicha categoría 10 temporadas consecutivas, siendo campeón en 2003 y disputando sin éxito varias promociones de ascenso a Segunda División B.
Volvió a descender a las categorías regionales en la temporada 2004/05, aunque consiguió retornar a Tercera en la temporada 2006/07.
En 2007, Carlos Marsá compró el CF Ciudad de Murcia, que jugaba en la Segunda División de España.Tras la compra, se cambió el nombre de Ciudad de Murcia por el de Granada 74 CF, ocupando la plaza en Segunda División, quedando el CP Granada 74, como equipo filial del "nuevo Granada 74".
En verano de 2009 el Granada 74 CF, desciende a Tercera División y, tras no pagar a sus jugadores, desciende a Primera División andaluza y desaparece. El primer equipo del CP Granada 74 no sale a competición, pero sí los equipos de fútbol base.

## Escudo
El escudo del club está formado por un círculo, con el filo lleno de puntos rojos y el interior blanco. En el interior del círculo, está la inscripción GRANADA 74., escrita en tres renglones, de manera que se puede leer GRAN-ADA-74..

## Palmarés
- Campeón de la Tercera División española (1): 2002/03